# Repressió del bandidatge i terrorisme durant el franquisme
La repressió del bandidatge i terrorisme durant el franquisme fou dota a terme a través d'una sèrie de disposicions normatives, amb força de llei o sense, promulgades durant la dictadura a Espanya que tenien bàsicament per objecte la persecució i càstig de les activitats d'oposició al franquisme, fossin pacífiques o armades.
El conjunt de normes pren com a referència el bàndol de guerra de 28 de juliol de 1936 que va permetre la justificació del cop d'estat del 18 de juliol de 1936 que va donar lloc a la Guerra Civil. A partir d'aquest, es consideren integrants de la legislació contra bandidatge i terrorisme la Llei de seguretat de l'Estat de 19 de març de 1941, el primer Codi Penal del règim franquista promulgat el 1944, Codi de Justícia Militar de 17 de juliol de 1945, el Decret-Llei de bandidatge i terrorisme de 18 d'abril de 1947, el Decret sobre rebel·lió militar, bandidatge i terrorisme de 21 de setembre de 1960, el Codi Penal de 28 de març de 1963 i el Decret-Llei de 16 d'agost de 1968 que va restablir la legislació de 1960 després d'haver estat modificada en 1963.
La legislació contra el bandidatge i el terrorisme va estar marcada des del primer moment per la seva inexorable combinació amb la Llei de Responsabilitats Polítiques i la Llei de Repressió de la Maçoneria i el Comunisme, i en aquest marc, l'atribució de l'execució de les normes a tribunals excepcionals. Els autors coincideixen a assenyalar que la normativa va tenir dos objectius: la persecució per mitjans extraordinaris, mitjançant processos sumaríssims i en consell de guerra, dels opositors al franquisme i la repressió dels maquis, ja que el fenomen terrorista en la seva accepció moderna apareixeria més tard.
Així, l'abast dels tipus penals arribava a tots aquells que, d'una manera o una altra, s'enfrontaven amb el règim. Els tipus assenyalaven reus de rebel·lió militar, auxili a la rebel·lió o adhesió a la rebel·lió als qui anessin autors, còmplices o cooperadors d'accions violentes contra els aparells de seguretat de l'Estat, les institucions públiques, Falange Española i organitzacions integrants del Movimiento Nacional, però també als quals causessin danys en les propietats "per mòbils polítics" fos com anés el resultat de l'acció o les accions "alteressin l'ordre públic"; als posseïdors d'articles susceptibles de ser usats per a actes violents, entre els quals es trobava qualsevol material inflamable i als qui posseïssin armes de foc sense llicència. També aconseguia a les associacions que pretenguessin, no ja accions armades, sinó també "la destrucció de l'organització política, econòmica o jurídica de l'Estat"; igualment el que la legislació de 1940 va considerar organitzacions que desenvolupessin activitats tendents a la "relaxació de l'esperit nacional" o les activitats "separatistes". Es van equiparar a la rebel·lió militar activitats tals com les vagues, manifestacions, conferències públiques i, en general, qualsevol aspecte que es considerés per les autoritats "subversió social".
La pena oscil·lava arbitràriament entre reclusió menor i mort, fixant-se tipus molt heterogenis i oberts que permetien una interpretació molt àmplia de les normes. El decret llei de 1947 assenyalava la seva vocació de tractar els tipus més greus únicament, si bé en la pràctica es va mantenir com el recurs preferible en la qualificació dels delictes de contingut polític fins ben entrada la dècada de 1950. Encara que el decret de 1960 va suavitzar la normativa, es va imposar la seva rectificació el 1968, arran dels successos que aquest any es van desenvolupar a Espanya i a Europa, per la qual cosa va haver d'esperar-se a 1971 perquè la legislació sofrís un canvi substancial.
Durant el final de la dictadura, aquestes disposicions van ser modificades substancialment per les lleis 42 i 44 de 1971 i el decret llei sobre prevenció del terrorisme de 1973, bàsicament mitjançant el trasllat al codi penal dels delictes i la sostracció de molts d'aquests (excepte el de terrorisme) de la justícia militar. No obstant això, la base normativa va seguir estable i no va ser fins a 1976, amb la Llei 2/1976 que es va derogar tota la legislació anterior, mantenint únicament l'atribució de facultats excepcionals a la policia amb vista als registres, investigació i períodes de detenció dels suposats autors dels delictes, i el trasllat a la jurisdicció civil ordinària del delicte de terrorisme. La legislació residual que va poder quedar vigent, va ser derogada per la disposició derogatòria de la Constitució de 1978.